# Basenpaar

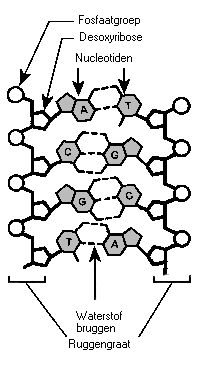
DNA-helix

Een basenpaar (bp) is een dubbelstrengs nucleïnezuur dat bestaat uit twee nucleobasen die door waterstofbruggen met elkaar verbonden zijn en zo de bouwstenen van de dubbele helix van DNA. 
Het nucleïnezuur is opgebouwd uit nucleotiden.
Een basenpaar (1 bp) geeft 2 bit aan informatie, aangezien er bij DNA of RNA vier verschillende mogelijkheden (nucleotiden) zijn. De massa van een basenpaar in een dubbele DNA-helix bedraagt 650 atomaire massa-eenheden. Het molecuulgewicht van een mol van een bepaalde DNA-soort is dus ongeveer 650 g per basenpaar.

## Watson-Crick-paringen
De nucleotiden zijn in paren gekoppeld en zitten in lange strengen vast, als een ladder. De vier verschillende nucleotiden in het DNA zijn adenine, thymine, cytosine en guanine, aangeduid met de letters A, C, G en T. A vormt altijd een paar met T (en omgekeerd) en G vormt een paar met C (en omgekeerd). Tussen G en C zitten drie waterstofbruggen, tussen A en T twee.
De vier basen komen ook voor in RNA, met een kleine afwijking: het RNA bevat uracil (U) waar DNA thymine bevat.

Watson-Crick-GC-basenparing
Watson-Crick-AT-basenparing

## Afwijkende paringen
Afwijkende paringen treden vooral op in tRNA's en in triplehelices. Ze volgen weliswaar het Watson-Crick-schema, maar vormen andere waterstofbruggen.
Voorbeelden:
- Reverse-Watson-Crick-paringen,
- Hoogsteen-paringen (genoemd naar Karst Hoogsteen (1923-2015)) en
- Reverse-Hoogsteen-paringen.

G-C-reverse-Watson-Crick-paring
A-U-reverse-Watson-Crick-paring
A-U-Hoogsteen-paring
A-U-reverse-Hoogsteen-paring
A-C-reverse-Hoogsteen-paring

## Afkortingen
- bp = één basenpaar
- kbp = kilobasenpaar = 1000 bp
- Mbp = megabasenpaar = 1.000.000 bp
- Gbp = gigabasenpaar = 1.000.000.000 bp